# رشاد ساطع
الرشاد الساطع نوع نباتي ينتمي إلى جنس الرشاد من الفصيلة الصليبية. موطنه الساحل الغربي للولايات المتحدة والمكسيك من ولاية واشنطن إلى ولاية باخا كاليفورنيا المكسيكية.